# Twilight Force
A Twilight Force svéd szimfonikus power metal zenekar, amely rendkívül fantasztikus szövegeiről és LARP stílusú ruháiról ismert, amelyekben a zenekar a színpadon is fellép. A zenekar fő lírai témái a The Twilight Kingdoms nevű kitalált világ történetén alapulnak, amelyet Daniel Beckman billentyűs alkotott. A zenekar eddig négy stúdióalbumot adott ki.
A zenekar tagjai becenevek használatával játszanak, és a színpadon a zenekar szöveges témáit tükröző jelmezeket viselnek. A csapat „kalandmetálként” írja le magát, részben a jelmezek, a kellékek és a színpadi viselkedés miatt. A zenekar a korai szerepjátékokat, mint a Heroes of Might & Magic és az asztali szerepjátékokat, mint a Dungeons & Dragons, idézte megjelenésük inspirációjaként.

## Történet
A Twilight Force ötlete a 2000-es évek közepén született meg Philip Lindh gitáros és Daniel Beckman billentyűs által. Bár a projekt akkoriban leginkább koncepcionális volt, a Twilight Force első két albumán található anyag nagy részét még azelőtt írták, hogy 2011-ben ténylegesen megalakították volna a zenekart. Ezek közül néhány dal nem került fel az első albumra, és helyette későbbi munkákban használták fel őket. Beckman, aki előadó, zenész és hangtechnikus, gyakran turnézott vagy más előadókkal dolgozott, és ebben az időben az énekes Christian Eriksson (akkor még Christian Hedgren néven) a kaliforniai Los Angelesben élt. Emiatt Lindh és Beckman projektje néhány évig szunnyadt, egészen 2013-ig, amikor a többi tag is képes volt elkötelezni magát a zenekar mellett. A Beckman otthonában található hangstúdió, amelyet a köznyelvben „Twilight Forge”-nak neveztek el, jelentős lépés volt abban, hogy a zenekar tagjai szabadon rögzíthessék, keverhessék és masterelhessék a számokat.
Nem sokkal később Dunder Björn Lundqvist basszusgitáros, Jocke Leandro Johansson gitáros, Daniel Sjögren dobos és Christian Eriksson énekes csatlakozott a projekthez. Mind a négyen korábban már játszottak együtt több feloszlott helyi faluni zenekarban, nevezetesen a Mandrake, a SkyRide és a Zia zenekarokban. Bár Sjögren nem lett azonnal a zenekar tagja, és nem szerepelt a zenekar debütáló albumán, később csatlakozott a csapathoz az akkori dobos Robban Bäck helyett, aki nem tudott élőben fellépni a zenekarral.
A csapat 2013. november 30-án, Madridban debütált, még mielőtt bármilyen anyagot is kiadtak volna nyilvánosan, Johansson és Eriksson pedig előző este egy akusztikus szettet játszottak együtt. 2013. Johansson mindkét szettet törött mutatóujjal játszotta. 2013. november 30-án, mivel a zenekarnak bőven volt anyaga egy albumhoz, elkezdtek dolgozni debütáló albumuk felvételén, a Tales of Ancient Prophecies-en, amely 2014-ben jelent meg a Black Lodge Records gondozásában. Az album a 29. helyet szerezte meg a svéd slágerlistákon. Közvetlenül ezután a zenekar elkezdte írni második albumát.
2016 februárjában a zenekar bejelentette, hogy szerződést kötöttek a Nuclear Blast Records-szal. 2016. augusztus 26-án, még abban az évben kiadták Heroes of Mighty Magic című lemezbemutatójukat Joakim Brodén és Fabio Lione vendégénekesekkel. 2017. október elején bejelentették, hogy Christian Eriksson elhagyta a zenekart. Ideiglenesen Tommy Johansson helyettesítette őt a DragonForce  2017 októberében és novemberében tartott turnéja során különleges vendégként. 2017 októberében és novemberében[4] Eriksson azt állítja, hogy hirtelen kapott egy sms-t a zenekar többi tagjától, hogy ő már nem tagja a bandának, és hogy találtak egy ideiglenes helyettest, Tommy Johanssont a közelgő turnéjukra. Emellett a zenekar „nem létezőnek” nevezte a zenekar munkáihoz való hozzájárulását. 2018 júniusában Alessandro Contit, a Trick or Treat és korábban a Luca Turilli's Rhapsody énekesét jelentették be új énekesként.
2019. május 23-án a zenekar nyilvánosságra hozta a harmadik albumuk címét és az albumképet, a Dawn of the Dragonstar-t, amely 2019. augusztus 16-án jelent meg. Az album volt az első, amelyen Conti (mint Allyon) énekelt.
2019. november 5-én a zenekar bejelentette, hogy Daniel Sjögren dobos elhagyta a zenekart. Sjögren tisztázta, hogy a zenekartól való távozása barátságos döntés volt. A szintén Falunból származó Isak Olssont azonnal bevonták De'Azsh helyére.
2022. november 3-án a zenekar bejelentette negyedik stúdióalbumuk címét, az At the Heart of Wintervale-t, amely 2023. január 20-án jelent meg. 2024 márciusában a zenekar csatlakozott a Gloryhammer észak-amerikai turnéjának előzenekaraként. 2024 júniusában a Lynd, Born és Aerendir bejelentették távozásukat a zenekarból. Galen Stapley, Bradley Hall és Alex Miles később, 2024 szeptemberében jelentették be a pótlásukat, és Kristin Starkey élő háttérvokalistát is bejelentették, mint a zenekar hivatalos háttérvokalistáját. Az új felállás még ugyanebben a hónapban adta első koncertjét a ProgPower USA-n.

## Diszkográfia

### Stúdióalbumok
- Tales of Ancient Prophecies (2014)
- Heroes of Mighty Magic (2016)
- Dawn of the Dragonstar (2019)
- At the Heart of Wintervale (2023)

## Fordítás
Ez a szócikk részben vagy egészben  a   Twilight Force című angol Wikipédia-szócikk ezen változatának fordításán alapul.  Az eredeti cikk szerkesztőit annak laptörténete sorolja fel. Ez a jelzés csupán a megfogalmazás eredetét és a szerzői jogokat jelzi, nem szolgál a cikkben szereplő információk forrásmegjelöléseként.